# Roannais Agglomération
La communauté d'agglomération Roannais Agglomération est une structure intercommunale française, située dans le département de la Loire en région Auvergne-Rhône-Alpes. Sa ville principale est Roanne. 

## Historique
Elle est créée par arrêté préfectoral du 18 décembre 2012 et entre en vigueur le 1er janvier 2013 par la fusion des intercommunalités et l'adhésion des communes suivantes :
- la communauté d'agglomération Grand Roanne Agglomération ;
- la communauté de communes du Pays de la Pacaudière ;
- la communauté de communes de la Côte roannaise ;
- la communauté de communes de l'Ouest roannais ;
- la communauté de communes du Pays de Perreux ;
- la commune de Saint-Alban-les-Eaux.

Elle regroupe ainsi 40 communes et plus de 100 000 habitants.
Elle prend officiellement le nom de « Roannais Agglomération » le 25 janvier 2013.

## Territoire communautaire

### Géographie
La communauté d'agglomération Roannais Agglomération est située au nord du département de la Loire.

### Composition
La communauté d'agglomération est composée des 40 communes suivantes :

| Nom                                | Code Insee | Gentilé             | Superficie (km2) | Population (dernière pop. légale) | Densité (hab./km2) |
| ---------------------------------- | ---------- | ------------------- | ---------------- | --------------------------------- | ------------------ |
| Roanne (siège)                     | 42187      | Roannais            | 16,12            | 35 364 (2022)                     | 2 194              |
| Ambierle                           | 42003      | Ambierlois          | 30,76            | 1 877 (2022)                      | 61                 |
| Arcon                              | 42008      | Arconais            | 19,19            | 110 (2022)                        | 5,7                |
| Changy                             | 42049      | Changynois          | 13,67            | 680 (2022)                        | 50                 |
| Combre                             | 42068      | Combrisards         | 4,01             | 413 (2022)                        | 103                |
| Commelle-Vernay                    | 42069      | Commellois          | 12,41            | 3 041 (2022)                      | 245                |
| Le Coteau                          | 42071      | Costellois          | 4,89             | 6 893 (2022)                      | 1 410              |
| Coutouvre                          | 42074      | Coutouvrais         | 21,87            | 1 067 (2022)                      | 49                 |
| Le Crozet                          | 42078      | Crozetais           | 13,31            | 240 (2022)                        | 18                 |
| Lentigny                           | 42120      | Lentignois          | 11,3             | 1 794 (2022)                      | 159                |
| Mably                              | 42127      | Mablyrots           | 32,8             | 7 246 (2022)                      | 221                |
| Montagny                           | 42145      | Montagnards         | 25,57            | 1 100 (2022)                      | 43                 |
| Noailly                            | 42157      | Noaillerots         | 31,45            | 814 (2022)                        | 26                 |
| Les Noës                           | 42158      | Noësiens            | 15,68            | 208 (2022)                        | 13                 |
| Notre-Dame-de-Boisset              | 42161      | Boscois             | 9,1              | 573 (2022)                        | 63                 |
| Ouches                             | 42162      | Ouchois             | 10,12            | 1 150 (2022)                      | 114                |
| La Pacaudière                      | 42163      | Pacaudois           | 20,61            | 1 070 (2022)                      | 52                 |
| Parigny                            | 42166      | Parignyciens        | 9,15             | 627 (2022)                        | 69                 |
| Perreux                            | 42170      | Pariodins           | 41,35            | 2 105 (2022)                      | 51                 |
| Pouilly-les-Nonains                | 42176      | Pouillerots         | 10,23            | 2 165 (2022)                      | 212                |
| Renaison                           | 42182      | Renaisonnais        | 23,04            | 3 220 (2022)                      | 140                |
| Riorges                            | 42184      | Riorgeois           | 15,51            | 11 034 (2022)                     | 711                |
| Sail-les-Bains                     | 42194      | Saillois            | 21,11            | 208 (2022)                        | 9,9                |
| Saint-Alban-les-Eaux               | 42198      | Albanais            | 7,75             | 909 (2022)                        | 117                |
| Saint-André-d'Apchon               | 42199      | Apchonnais          | 13,44            | 1 942 (2022)                      | 144                |
| Saint-Bonnet-des-Quarts            | 42203      | Saint-Bonnicardiens | 32,45            | 338 (2022)                        | 10                 |
| Saint-Forgeux-Lespinasse           | 42220      | Férréolois          | 16,19            | 594 (2022)                        | 37                 |
| Saint-Germain-Lespinasse           | 42231      | Saint-Germanois     | 15               | 1 222 (2022)                      | 81                 |
| Saint-Haon-le-Châtel               | 42232      | Saint-Haonnois      | 0,87             | 630 (2022)                        | 724                |
| Saint-Haon-le-Vieux                | 42233      | Saint-Haonnois      | 16,34            | 961 (2022)                        | 59                 |
| Saint-Jean-Saint-Maurice-sur-Loire | 42239      | Jeanmauriçois       | 23,57            | 1 155 (2022)                      | 49                 |
| Saint-Léger-sur-Roanne             | 42253      | Ligérots            | 4,51             | 1 159 (2022)                      | 257                |
| Saint-Martin-d'Estréaux            | 42257      | Saint-Martinois     | 29,6             | 850 (2022)                        | 29                 |
| Saint-Rirand                       | 42281      | Saint-Riranais      | 16,43            | 130 (2022)                        | 7,9                |
| Saint-Romain-la-Motte              | 42284      | Saint-Romanais      | 27,56            | 1 423 (2022)                      | 52                 |
| Saint-Vincent-de-Boisset           | 42294      | Vincentinois        | 4,11             | 972 (2022)                        | 236                |
| Urbise                             | 42317      | Urbisois            | 15,5             | 116 (2022)                        | 7,5                |
| Villemontais                       | 42331      | Villemontois        | 12,73            | 1 045 (2022)                      | 82                 |
| Villerest                          | 42332      | Villerestois        | 14,82            | 5 175 (2022)                      | 349                |
| Vivans                             | 42337      | Vivanais            | 25,16            | 231 (2022)                        | 9,2                |

### Démographie
| 1968    | 1975    | 1982    | 1990    | 1999    | 2008   | 2013    | 2019    |
| ------- | ------- | ------- | ------- | ------- | ------ | ------- | ------- |
| 101 271 | 108 223 | 107 210 | 103 833 | 100 709 | 99 463 | 100 580 | 100 262 |

## Organisation

### Siège
Le siège de la communauté d'agglomération Roannais Agglomération est situé au 63 rue Jean Jaurès à Roanne.

### Élus
La communauté d'agglomération est gérée par un conseil communautaire composé de 83 membres représentant chacune des communes membres.
Ils sont répartis comme suit :
| Nombre de délégués | Communes                  |
| ------------------ | ------------------------- |
| 26                 | Roanne                    |
| 7                  | Riorges                   |
| 5                  | Mably, Le Coteau          |
| 3                  | Villerest                 |
| 2                  | Commelle-Vernay, Renaison |
| 1 (+1 suppléant)   | les autres communes       |

### Présidence
| Période          | Période       | Identité         | Étiquette   | Qualité |
| ---------------- | ------------- | ---------------- | ----------- | --- |
| 1er janvier 2013 | 14 avril 2014 | Christian Avocat | PS          | 1er adjoint (1983-2001), puis conseiller municipal de Roanne (2001 → 2014) Conseiller régional (1998-2010), Président de Grand Roanne Agglomération (2008 - 2013) |
| 14 avril 2014    | en cours      | Yves Nicolin     | UMP puis LR | Député de la Loire (1993 → 2017) Maire de Roanne (2001 - 2008 puis 2014 → )                                                                                       |

### Régime fiscal et budget
Le régime fiscal de la communauté d'agglomération est la fiscalité professionnelle unique (FPU).